# Не говори ни слова
«Не говори ни слова» (англ. Don't Say a Word) — фильм режиссёра Гэри Фледера 2001 года.

## Сюжет
После кражи из банка бандой воров рубина стоимостью 10 миллионов долларов один из них сбегает с добычей, но бывшие сообщники отыскивают и убивают его. Сам рубин при этом найден не был.
Десять лет спустя, за день до Дня Благодарения, известный частный Манхэттенский детский психиатр, доктор Натан Р. Конрад (Майкл Дуглас), приглашён своим другом и бывшим коллегой, доктором Луисом Саксом (Оливер Платт), чтобы осмотреть молодую девушку по имени Элизабет Берроуз (Бриттани Мёрфи) в государственной психиатрической клинике.
Освободившись из тюрьмы 4 ноября, бандиты во главе с Патриком Костером (Шон Бин) вламываются в квартиру по соседству с квартирой, где Натан Конрад живёт со своей женой Эгги (Фамке Янссен) и дочерью Джесси (Скай Маккол Бартусяк). В тот вечер Патрик похищает Джесси, чтобы заставить Натана получить шестизначный номер из памяти Элизабет. Когда Натан посещает Элизабет, она пытается симулировать психическое заболевание, но обмануть Натана Конрада, как у неё получалось на протяжении 10 лет, не удаётся. Доктор завоёвывает её доверие — особенно когда он рассказывает, что его дочь Джесси была похищена и будет убита, если они не узнают номер.
Сакс признаётся Натану, что банда, похитившая Джесси, также похитила его подругу, чтобы заставить его получить номер от Элизабет. Сакса посещает детектив Сандра Кэссэди (Дженнифер Эспозито), которая сообщает ему, что его подруга была найдена мёртвой. Тем временем Эгги слышит голос Джесси и понимает, что их дочь удерживают в этом же доме. Костер посылает своего подручного убить Эгги, но той в ходе схватки удаётся убить бандита.
После того как Натан забирает Элизабет из психбольницы, она вспоминает некоторые события, касающиеся дня убийства её отца. Выясняется, что отец Элизабет был членом банды, совершившей ограбление десять лет назад и что он обманул их и взял украденный камень. Однако другие члены банды позже находят их с Элизабет и толкают его под поезд метро. Свидетелем убийства становится маленькая Элизабет. Тогда, 10 лет назад членов банды арестовали, а Элизабет сбежала со своей куклой Бешкой, в которой был спрятан драгоценный камень. Она также помнит, что искомое число, 815508, является номером могилы её отца на острове Харт и что её кукла лежит рядом с ним в гробу. Она объясняет, что спряталась на лодке, которая везла гроб её отца для погребения на поле Поттера на острове Харт, и могильщики положили куклу в гроб.
Натан и Элизабет угоняют лодку, чтобы добраться до острова Харт. Члены банды выслеживают их. Элизабет пишет номер на пыльном стекле, и Патрик приказывает своему компаньону эксгумировать гроб её отца. Они находят куклу и рубин за 10 миллионов, спрятанный внутри. После чего Патрик приказывает убить Натана и Элизабет, но прибывают полицейские во главе с детективом Кэссэди. Кэссиди пристреливает компаньона Патрика, но и сама получает ранение. Воспользовавшись неразберихой, Натан берёт драгоценный камень у Патрика и бросает его в ближайшую вырытую могилу. Патрик прыгает за камнем, Натан провоцирует обрушение деревянных подпорок и Патрика заваливает землёй, хороня его заживо вместе с рубином. Натан воссоединяется с Эгги и Джесси и приглашает Элизабет отпраздновать День благодарения с ними.

## В ролях
| Актёр                 | Роль                    |
| --------------------- | ----------------------- |
| Майкл Дуглас          | доктор Натан Р. Конрад  |
| Шон Бин               | Патрик Костер           |
| Бриттани Мёрфи        | Элизабет Барроуз        |
| Скай Маккоул Бартусяк | Джесси Конрад           |
| Гай Торри             | Долин                   |
| Дженнифер Эспозито    | детектив Сандра Кэссэди |
| Шейн Доил             | Рассел Мэдокс           |
| Виктор Арго           | Сидни Симпсон           |
| Конрад Гуд            | Макс Донли              |
| Пауль Шульц           | Джейк                   |
| Лэнс Реддик           | Арни                    |
| Фамке Янссен          | Эгги Конрад             |
| Оливер Платт          | доктор Льюис Сакс       |
| Эйдан Девайн          | Леон Эдвард Крофт       |
| Алекс Кемпбелл        | Джонатан                |

## Производство
Более ранняя версия сценария не включала дополнительный сюжет расследования с детективом Сандрой Кэссэди. Хотя действие фильма полностью происходит в Нью-Йорке, съёмки проходили зимой 2000 года как в Нью-Йорке, так и в Торонто. Из-за выхода фильма всего через две недели после терактов 11 сентября создатели фильма подумывали отложить фильм, но в конечном итоге решили не делать этого. Однако они быстро вырезали из фильма кадры с Всемирным торговым центром и заменили их съёмками из Бруклина.

## Музыка
Музыкальная партитура фильма была составлена Марком Айшемом. Саундтрек был выпущен на компакт-диске от Varese Sarabande, который содержит восемь треков из различных сцен.
1. Heist (6:02)
2. Elisabeth (4:40)
3. Kidnapped (4:28)
4. A Body (1:37)
5. Hart Island (3:38)
6. Subway (4:06)
7. Mishka (3:13)
8. A Family (3:24)

## Критика
«Не говори ни слова» получил плохие отзывы от критиков. Rotten Tomatoes даёт фильму оценку 24% на основе 114 отзывов. Metacritic даёт фильму в целом неблагоприятный обзор с оценкой 38% на основе 32 обзоров.
Роджер Эберт из Chicago Sun-Times дал фильму две с половиной звезды из четырёх, полагая, что «фильм в целом выглядит и иногда кажется лучше, чем есть», и хваля «поэтическое визуальное прикосновение» Гэри Фледера, а также игру Бриттани Мёрфи и Скай Маккоул Бартуссяк. В своём обзоре для Empire Ким Ньюман нашёл фильм мягким и отметил, что ему «редко удаётся заставить вас забыть его вопиющую глупость». Однако он похвалил женский состав, в частности Фамке Янссен.